# Copenhagen Wolves
Copenhagen Wolves (kurz CPHW) ist eine US-amerikanische E-Sport-Organisation.
Copenhagen Wolves war ursprünglich ein zwischen 2009 und dem 6. Juni 2016 aktives dänisches E-Sport-Team, welches von Jakob Lund Kristensen gegründet wurde. Es war in League of Legends, Counter-Strike: Global Offensive und Hearthstone: Heroes of Warcraft aktiv. Sie spielten von 2013 bis 2015 in der europäischen League of Legends Championship Series, der höchsten Liga dieser Disziplin. 
Im Dezember 2023 wurde die Organisation von Jared Habib neu gegründet, nachdem die Markenrechte vom Gründer Jakob Lund Kristensen akquiriert wurden. Seit Januar 2024 ist das Team im Spiel Counter-Strike 2 aktiv.

## Spieler

### Counter-Strike: Global Offensive

#### Ehemalige Mitglieder (Auswahl)
- Nicolaj „Nico“ Jensen
- Nicolai „dev1ce“ Reedtz
- Rene „cajunb“ Borg
- Jacob „Pimp“ Winneche
- Michael „Friis“ Jørgensen
- Andreas „Xyp9x“ Højsleth
- Peter „dupreeh“ Rothmann
- Finn „karrigan“ Andersen
- Philip „aizy“ Aistrup
- Henrik „FeTiSh“ Christensen
- Martin „percy“ Wessel
- Nicolai „HUNDEN“ Petersen
- Marco „Snappi“ Pfeiffer
- Danni „smF“ Dyg
- Lukas „gla1ve“ Rossander
- Valdemar „valde“ Vangså
- Daniel „mertz“ Mertz

### League of Legends

#### Ehemalige Mitglieder (Auswahl)
- Mike „Wickd“ Petersen (Top)
- Admir „Trowen“ Spahic (Jungle)
- Søren „SorenxD“ Frederiksen  (Mid)
- Kristoffer „P1noy“ Pedersen (AD)
- Risto „SirNukesAlot“ Luuri (Support)
- Aleš „Freeze“ Kněžínek (AD)
- Lenny „Lenny“ Uytterhoeven (Top)
- Christophe „je suis kaas“ van Oudheusden  (Support)
- Maurice „Amazing“ Stückenschneider (Jungle)
- Konstantinos „FORG1VEN“ Tzortziou  (AD)
- Søren „Bjergsen“ Bjerg (Mid)
- Dan „Godbro“ Van Vo (Top)
- Dennis „Svenskeren“ Johnsen (Jungle)
- Martin „Deficio“ Lynge (Support)
- Paweł „Woolite“ Pruski (AD)[5]

## Erfolge

### League of Legends (Auswahl)
| Datum     | Platz   | Turnier                                         | Preisgeld  |
| --------- | ------- | ----------------------------------------------- | ---------- |
| Nov. 2012 | 3. – 4. | DreamHack Winter 2012                           | 30.000 SEK |
| Dez. 2012 | 1.      | NorthCon 2012                                   | 06.000 €   |
| Juni 2013 | 1.      | DreamHack Summer 2013                           | 70.000 SEK |
| Juli 2013 | 1.      | Gfinity London 2013                             | 30.000 $   |
| Juli 2013 | 2.      | Season 3 EU LCS Spring Promotion Qualifier      | 05.000 $   |
| Okt. 2013 | 1.      | International Invitational Tournament 2         | 05.000 €   |
| Nov. 2013 | 1.      | ASUS Republic of Gamers – Paris Games Week 2013 | 06.000 €   |
| Nov. 2013 | 1.      | IEM Season VIII - Cologne Amateur Tournament    | 17.000 $   |
| Aug. 2013 | 1.      | Gamescom 2013 Spring Promotion Qualifier        | 15.000 $   |
| Apr. 2014 | 6.      | LCS - Spring Playoffs 2014                      |            |
| Apr. 2015 | 5. – 6. | LCS - Spring Playoffs 2015                      |            |

Quelle: